# Gouvernement Prüm
Gouvernement Reuter Gouvernement Bech
Le gouvernement Prüm (luxembourgeois : Regierung Prüm), est le gouvernement du Luxembourg en fonction du 19 mars 1925 au 15 juillet 1926.

## Les élections
Le rejet de la convention ferroviaire par les parlementaires entraîne la démission du gouvernement Reuter. Puisqu’il se révèle impossible de trouver une nouvelle majorité gouvernementale, la Chambre est dissoute et des élections législatives sont organisées le 1er mars 1925. Le scrutin provoque un certain éclatement du paysage politique: neuf partis différents sont désormais représentés à la Chambre. La droite perd la majorité absolue et ne détient plus que 22 sièges sur un total de 47. Néanmoins, elle refuse d’entrer en coalition avec un autre parti qui a voté contre le traité des chemins de fer. Pierre Prüm, leader du Parti national indépendant chargé de former un nouveau gouvernement, s’appuie finalement sur une alliance hétéroclite de libéraux, de socialistes et de transfuges de la droite.

## Composition
| Portefeuille | Titulaire | Titulaire      | Parti |
| --- | --------- | -------------- | ----- |
| Ministre d'État Président du gouvernement Directeur général des Affaires étrangères, de l'Intérieur et de l'Agriculture |           | Pierre Prüm    | ONP   |
| Directeur général de la Justice, des Travaux publics, du Commerce et de l'Industrie                                     |           | Norbert Dumont | L     |
| Directeur général de la Prévoyance sociale et du Travail                                                                |           | Othon Decker   | OL    |
| Directeur général des Finances et de l'Instruction publique                                                             |           | Étienne Schmit | L     |

## La politique extérieure
Au risque de provoquer une rupture de l’UEBL, Pierre Prüm recherche le rapprochement avec la France. À peine installé dans ses fonctions, le ministre d’État est reçu à Paris. Le 9 octobre 1925, un modus vivendi est conclu avec la direction générale des Chemins de fer d’Alsace et de Lorraine. Cette convention assure à la France l’exploitation provisoire du réseau Guillaume-Luxembourg. Sous le gouvernement Prüm interviennent également les accords de Locarno qui, même s’ils sont conclus sans la participation luxembourgeoise, marquent une date importante dans l’évolution de la politique de sécurité du Grand-Duché. Le fait que la France et l’Allemagne garantissent l’inviolabilité des frontières et s’engagent à ne pas recourir à la guerre ne manque pas de consolider la situation internationale du Luxembourg. Pierre Prüm profite des possibilités d’arbitrage international qu’offrent les traités de Locarno pour entamer des pourparlers avec les gouvernements français et belge. Ces négociations n’aboutiront que sous son successeur.

## La politique sociale
Bien que le Parti socialiste n’ait pas de représentant direct au sein du gouvernement, il constitue, avec le Parti national indépendant, le principal appui du cabinet Prüm. Sous l’impulsion des socialistes, le gouvernement prend un certain nombre de mesures sociales. Ainsi, un des premiers gestes sera le rétablissement des délégations ouvrières dans les entreprises employant au moins 20 ouvriers. Cependant, le projet de loi sur les congés des ouvriers, débattu à la Chambre à partir de mai 1926, finit par diviser les libéraux et les socialistes. N’ayant plus de majorité, le gouvernement Prüm présente sa démission le 15 juillet 1926.